# Komola Umarova
Komola Umarova (* 23. Oktober 1999) ist eine usbekische Tennisspielerin.

## Karriere
Umarova begann im Alter von sieben Jahren mit dem Tennissport. Sie spielt bislang vor allem auf Turnieren der ITF Women’s World Tennis Tour.
Ihr erstes ITF-Turnier absolvierte sie im April 2014 in Qarshi. Im September 2016 erhielt sie eine Wildcard für das Hauptfeld im Einzel und im Doppel bei den Tashkent Open 2016, einem Turnier der WTA Tour. Im Einzel unterlag sie Nao Hibino mit 3:6 und 1:6, im Doppel mit ihrer Partnerin Arina Folts dem topgesetzten ukrainischen Geschwisterpaar Ljudmyla und Nadija Kitschenok ebenfalls in der ersten Runde mit 4:6 und 0:6.
Im Jahr 2017 spielte Umarova erstmals für die usbekische Fed-Cup-Mannschaft; ihre Fed-Cup-Bilanz weist bislang 2 Siege bei keiner Niederlage aus.
Ihr bislang letztes internationale Turnier spielte Umarova im September 2018. Sie wird daher nicht mehr in der Weltrangliste geführt.